# Mikayil Faye
Mikayil Ngor Faye (Sédhiou, 2004. július 18. –) szenegáli korosztályos válogatott labdarúgó, hátvéd. Az FC Barcelona korosztályos játékosa.

## Pályafutása
Faye a karrierjét hazájában kezdte a Diambars FC csapatában. 2023 februárjában igazolt át Európába, a horvát NK Kustošija-hoz, ahol profi labdarúgóvá vált, miután március 8-án debütált az NK Orijent 1919 elleni horvát másodosztályú bajnokin.
Májusban a 11. mérkőzésén szerezte profi gólját a Hrvatski Dragovoljac elleni 3–0-s bajnokin.
Június 19-én négyéves szerződést írt alá a Barcelona csapatával.

### A válogatottban

#### Szenegál
Szerepelt a csapat U17-es válogatottjában.

## Statisztika
2023. július 18-i állapot szerint
| Klub             | Szezon           | Bajnokság          | Bajnokság | Bajnokság | Kupa  | Kupa  | Nmezetközi | Nmezetközi | Egyéb | Egyéb | Összes | Összes |
| Klub             | Szezon           | Liga               | Mérk.     | Gólok     | Mérk. | Gólok | Mérk.      | Gólok      | Mérk. | Gólok | Mérk.  | Gólok  |
| ---------------- | ---------------- | ------------------ | --------- | --------- | ----- | ----- | ---------- | ---------- | ----- | ----- | ------ | ------ |
| Kustošija        | 2022/23          | Prva NL            | 13        | 1         | —     | —     | —          | —          | 1     | 0     | 14     | 1      |
| Kustošija        | Összesen         | Összesen           | 13        | 1         | —     | —     | —          | —          | 1     | 0     | 14     | 1      |
| Barcelona B      | 2023/24          | Primera Federación | 0         | 0         | —     | —     | —          | —          | —     | —     | 0      | 0      |
| Barcelona B      | Összesen         | Összesen           | 0         | 0         | —     | —     | —          | —          | —     | —     | 0      | 0      |
| KARRIER ÖSSZESEN | KARRIER ÖSSZESEN | KARRIER ÖSSZESEN   | 13        | 1         | 0     | 0     | 0          | 0          | 1     | 0     | 14     | 1      |